# Voices of Bishara Live at Mu
Voices of Bishara Live at Mu ist ein Jazzalbum von Tom Skinner. Die 2023 im Londoner Veranstaltungsort „Mu“ entstandenen Aufnahmen erschienen am 10. Mai 2024 auf International Anthem.

## Hintergrund
Im Januar 2023 führten Tom Skinner und sein Ensemble Material aus seinem kurz zuvor veröffentlichten Album Voices of Bishara (Brownswood, IARC & Nonesuch, 2022) im Londoner Club „mu“ auf – einem Veranstaltungsort, der von den Kuratoren von Brilliant Corners gegründet und nach dem zweiteiligen Album von Don Cherry (mit Ed Blackwell 1969/70) benannt wurde. Ihr Auftritt wurde durch drei Stücke von Abdul Wadud ergänzt, dessen 1977 veröffentlichtes Solo-Celloalbum By Myself eine Hauptinspiration für Voices of Bishara gewesen war.
Die bei Skinners Studioalbum Voices of Bishara mitwirkenden Holzbläser – Shabaka Hutchings und Nubya Garcia – waren in Skinners Live-Ensemble durch Robert Stillman (der auch mit Skinner in The Smile spielt) und Chelsea Carmichael ersetzt worden; die erweiterte Rhythmusgruppe bestand aus Tom Herbert (Kontrabass), Kareem Dayes (Cello) und weiterhin Tom Skinner am Schlagzeug.

## Titelliste
- Tom Skinner: Voices Of Bishara Live at Mu  (International Anthem IARC0076)[1]

1. Bishara (Skinner) 15:05
2. Red 2 (Tony Williams) 5:19
3. The Journey (Skinner) 7:49
4. The Day After Tomorrow (Skinner) 5:56
5. Oasis (Ronald DeVaughn) 20:17
6. Camille (Ronald DeVaughn) 7:50
7. Happiness (Ronald DeVaughn) 8:38

## Rezeption
Es sei bemerkenswert, dass das Album den Übergang vom Studio auf die Bühne so effektiv gemeistert hat, denn sobald das Studioalbum im Kasten war, habe sich Skinner mit dem Editieren des Materials beschäftigt, da während des Lockdowns genügend Zeit dafür blieb, schrieb Chris May in All About Jazz. Er habe dies mit Begeisterung getan, eher in der Art von Teo Macero, dem Studio-Jedi von Miles Davis, oder dem Disco-Autor Theo Parrish, der in den späten 1990er-Jahren mit der Erstellung von Tracks begann, und zwar in einem Prozess, der ebenso radikal war wie William S. Burroughs’ literarische Technik des Zerschneidens, allerdings ohne das Element des Zufalls. „Es hat mir wirklich Kraft gegeben, es ein bisschen zu vermasseln“, sagte Skinner in seinem Interview mit All About Jazz. „Um mit der Musik herumzuspielen und zu sehen, was passiert ist.“ Was dabei passierte, war ein Schallblitz, der am selben Ort erneut einschlug, so der Autor.
Die 20-minütige Version von Waduds „Oasis“ sei erstaunlich und schwanke zwischen pochenden nordafrikanischen Grooves (der Bass klinge wie ein Guembri) und einem wilden, feurigen Solo von Carmichael. Skinner selbst lege sich größtenteils zurück und verstärke den Groove, ohne jemals zu dominieren. Er zeige großes Vertrauen in seine Bandkollegen, und das sei voll berechtigt, meinte Phil Freeman (Stereogum/Ugly Beauty).
Dieser Live-Auftritt im Londoner Mu im Januar 2023 fange sowohl den Geist als auch das Herz des Spiritual Jazz der alten Schule ein und berücksichtige gleichzeitig die moderne Entwicklung dieser Ausdrucksform, urteilte Dave Sumner in Daily Bandcamp. Wenn das Album in ein meditatives Dröhnen übergehe, würde es sowohl inneren Aufruhr als auch äußere Gelassenheit widerspiegeln. Die Musik schwankte zwischen Volatilität und Freiheit, mit Zwischenspielen aus strukturiertem Groove und Vortrieb. Es sollte auch erwähnt werden, dass die an dieser Aufnahme beteiligten Musiker auch an der hervorragenden A Light for Attracting Attention von The Smile mitgewirkt hätten, mit Thom Yorke, Jonny Greenwood und Tom Skinner.